# 屋代氏
屋代氏（やしろし）は、河内源氏（清和源氏）の村上氏の支流で、信濃国埴科郡屋代郷（現長野県千曲市）を本拠地とした一族。

## 出自
源義仲配下の武将として知られる村上為国の子明国の孫家盛が埴科郡屋代郷に住して、屋代家盛と称したことに始まり、子の仲盛の次男が二郎を称し下条に三男仲基は上条に住んだ。四男仲継が五郎、五男景仲は六郎を称した（『尊卑分脈』）。

## 概要
屋代郷は、信濃国北部の中心地善光寺平の南端（千曲川東岸）に位置し、千曲川対岸の塩崎城と共に北信濃（善光寺平以北）と東信濃（埴科郡・小県郡など）の結節点となる地である。埴科郡を本拠地として北信濃にも勢力を伸ばしていた村上氏の代官として、この戦略上の要地に屋代城を築いて本拠地とした。

### 鎌倉時代
『吾妻鏡』の承久3年6月18日条には、承久の乱の宇治橋の戦いの手負いの中に屋代兵衛尉の名がある。文治2年（1186年）に後白河法皇が荘園の年貢未納分の督促し九条城興寺領加納屋代四ヶ村としている。建治元年（1275年）5月の六条八幡新宮造営費用に、信濃国に住む屋代蔵人跡（後裔）が5貫文を納めた記録が残る。正応3年（1290年）に屋代直経が倉科荘東条内を領した幕府下知状も残されている。
また市河家文書によれば雨宮・倉科など屋代条里制遺構地帯で九条城興寺領（倉科荘）の年貢を屋代一分地頭の彦四郎が掠め取ったと建武元年（1334年）に訴えられており城興寺側（真言宗）と如意寺側（天台宗・園城寺の別院で応仁の乱後衰亡して後に廃絶）との相論となって建武元年6月と2年8月の2度にわたり両者談合の解決を求められたが、この間建武2年7月には近くで青沼合戦が勃発して船山守護所が襲撃される事件があったため沙汰止みとなったのか？如意寺側の出頭は得られていない。建武の頃の屋代氏はこの地域で勢力を伸張していたものと思われる。

### 戦国時代
戦国期の屋代氏は、室町時代の至徳4年（1378年）に信濃守護斯波義種の守護代二宮氏泰と争ったことで知られる村上頼国（村上中務大輔入道）の子満照を祖としている。
この明国系と頼国系の両系統の関係については、詳しくは判明していない。永正から天文年間に屋代城を築いた屋代信光は明国系屋代氏と思われるが、大永2年（1522年）に頼国系屋代氏の屋代政国が満照寺を創建したとする寺伝などの傍証から、大永2年ごろには頼国系屋代氏がこの地の実質的な支配者となっていたと考えられている。
延元4年（1339年）高師冬が常陸国の南朝方討伐のため鎌倉に派遣され足利直義派と高師直派の対立が関東に持ち込まれ、興国3年/康永元年（1342年）直義が鎌倉に向かう動きに出ると屋代信経は翌興国4年/康永2年（1343年）援軍に参じて武蔵国の別府幸実らと共に信太荘（茨城県信太郡）に出陣し関城（茨城県関城町）・大宝城（下妻市）を落とした。この時は信濃守護の小笠原貞宗も信濃の軍勢を率いて南朝勢力追討に参加貢献していた。また観応の擾乱において師冬派の近臣であった屋代源蔵人が彦部氏・三戸氏らと共に殺害されている。上杉憲顕が上野で挙兵した際には佐久の臼田氏や更級の力石氏らと共に参加し関東で活躍した屋代氏の名がある。
長らく村上氏の重臣として活躍し、永享10年（1438年）の永享の乱では主家の名代として出陣した記録もある。戦国期に東信濃に侵攻してきた武田氏とは村上義清方の宿将として戦い、天文17年（1548年）の上田原の戦いでは屋代政国（義綱）の嫡男屋代基綱が討ち死にしている。

### 武田氏の配下時代
天文22年（1553年）には真田幸綱（幸隆）らによるとされる調略に応じて近隣の塩崎氏らと共に村上氏から離反し、武田氏に臣従。これによって村上義清は北信濃と切り離されて孤立し高梨氏を通じ、その縁続きに当たる越後の長尾氏（上杉氏）を頼って最終的に落ち延びることとなった。
以後の屋代氏はおよそ30年間にわたり武田方の信濃先方衆として活躍し、その軍役は70騎と伝えられ、永禄2年（1559年）に屋代城から荒砥城に移る。屋代政国は隠居料として福井・十蔵（戸倉）・新砥の地を宛がわれた。
天正3年（1575年）5月21日の長篠の戦いでは政国の次男・正長（清綱）が討ち死にしている。その際の着用と伝わる経帷子が残されていて、鎧の下に法華経を墨書した帷子で仏の加護を得ようとしたと見られる。長男に続き次男を失くした政国は翌天正4年（1576年）に実弟・室賀満政の4男・秀正（勝永・忠照）を養子に迎えている（政国には、永禄4年（1561年）の第四次川中島の戦いで討死したとする説もあり、その場合は正長が家督を継いでいたことになる）。
長野県上田市の生島足島神社には武田家臣が提出した起請文が伝来しており、領地を接し互いに元は村上氏の配下であった麻績氏の2通は前日提出の内容はありきたりだが翌日再提出の文面には国侍同士で昵懇にしないこと特に隣接の屋代氏やその支族室賀氏、大日方氏とは私信を交わさないことを誓っている。

### 武田氏の滅亡後
天正10年（1582年）3月の武田氏滅亡後、信濃北部・川中島四郡は織田信長の家臣・森長可の支配下に入ったため、屋代氏も森長可の与力となったと思われるが、極めて短期間（2から3カ月）であったためか記録はない。
同天正10年（1582年）6月の本能寺の変により森長可が信濃を去った後（天正壬午の乱）、真田昌幸らと北条氏にくみしたこともあったが越後の上杉景勝に臣従し塩崎と屋代、八幡、戸倉、上山田、坂城に至る広域を領有した。
天正10年（1582年）松代の海津城に入った村上国清（村上義清の子・山浦景国とも）の副将として屋代秀正が二の丸に入ったと記録にあるように景勝からは厚遇されていた。
しかし屋代氏の離反が村上氏没落の一端であったこともあり主将景国との関係は良好とは言えず、徳川対上杉の代理戦争である小笠原氏との戦闘に上杉側として従軍しながら秘かに徳川家康と気脈を通じていた。
天正12年（1584年）4月1日に屋代秀正は実弟の室賀満俊とともに上杉氏から突然離反し荒砥城に引篭もり徳川氏に臣従する。しかし村上国清ら上杉勢に攻められて荒砥城を支えきれずに逃亡、塩崎氏と合流して佐野山城に籠城した。
だが稲荷山城や八幡方面からの攻撃に抗しきれず猿ヶ馬場峠を越えて麻績方面に逃れ、室賀氏と虚空蔵山城を占拠して徳川氏の下に身を寄せることになった。

### 江戸時代
徳川氏の下での屋代秀正は、大坂冬・夏両陣で旗奉行をつとめ、慶長19年（1614年）に甲斐国に所領6000石を与えられ、その後徳川忠長の家老として小諸城に入り1万石を領した。忠長改易後も秀正の後を継いだ屋代忠正が安房北条藩1万石を領したが、正徳2年（1712年）、屋代忠位の代に万石騒動のため除封され、子孫は旗本3,000石として続いた。

### 明治時代
明治以後も屋代の地に戻ることはなく徳川慶喜と共に静岡に移って居住した。

## 屋代一族
- 屋代満照
- 屋代正重
- 屋代正国
- 屋代秀正
- 屋代忠正
- 屋代忠興
- 屋代忠位